# Raimund von Stillfried

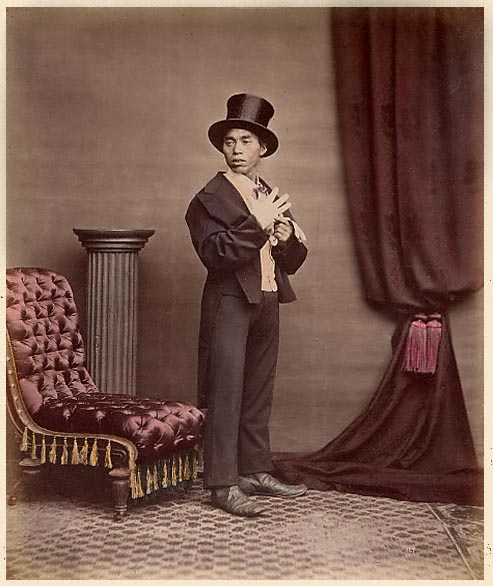
Fotografia de um homem japonês com traje ocidental, feita por Raimund von Stillfried, década 1880.

Raimund von Stillfried (6 de agosto de 1839, Chomutov – 12 de agosto de 1911, Viena) foi um fotógrafo austríaco.

## Biografia
Filho do barão (Freiherr) August Wilhelm Stillfried von Rathenitz (d. 1806) e condessa Maria Anna Johanna Theresia Walburge Clam-Martinitz (1802-1874).
Depois de deixar sua carreira militar, Stillfried mudou-se para Yokohama, Japão e abriu um estúdio fotográfico chamado Stillfried & Co., que funcionou até 1875. Em 1875, Stillfried formou uma parceria com Hermann Andersen e o estúdio foi renomeado, Stillfried & Andersen (também conhecido como Associação Fotográfica do Japão). Este estúdio operou até 1885. Em 1877, Stillfried & Andersen comprou o estúdio e estoque de Felice Beato. No final da década de 1870, Stillfried visitou e fotografou na Dalmácia, na Bósnia e na Grécia. Além de seus próprios esforços fotográficos, Stillfried treinou muitos fotógrafos japoneses. Em 1886, Stillfried vendeu a maior parte de suas ações para seu protegido, o fotógrafo japonês Kusakabe Kimbei, ele então deixou o Japão.
Ele deixou o Japão para sempre em 1881. Depois de viajar para Vladivostok, Hong Kong e Bangkok, ele finalmente se estabeleceu em Viena em 1883. Ele também recebeu um Mandado Imperial e Real de Nomeação como fotógrafo.

## Trabalhos selecionados

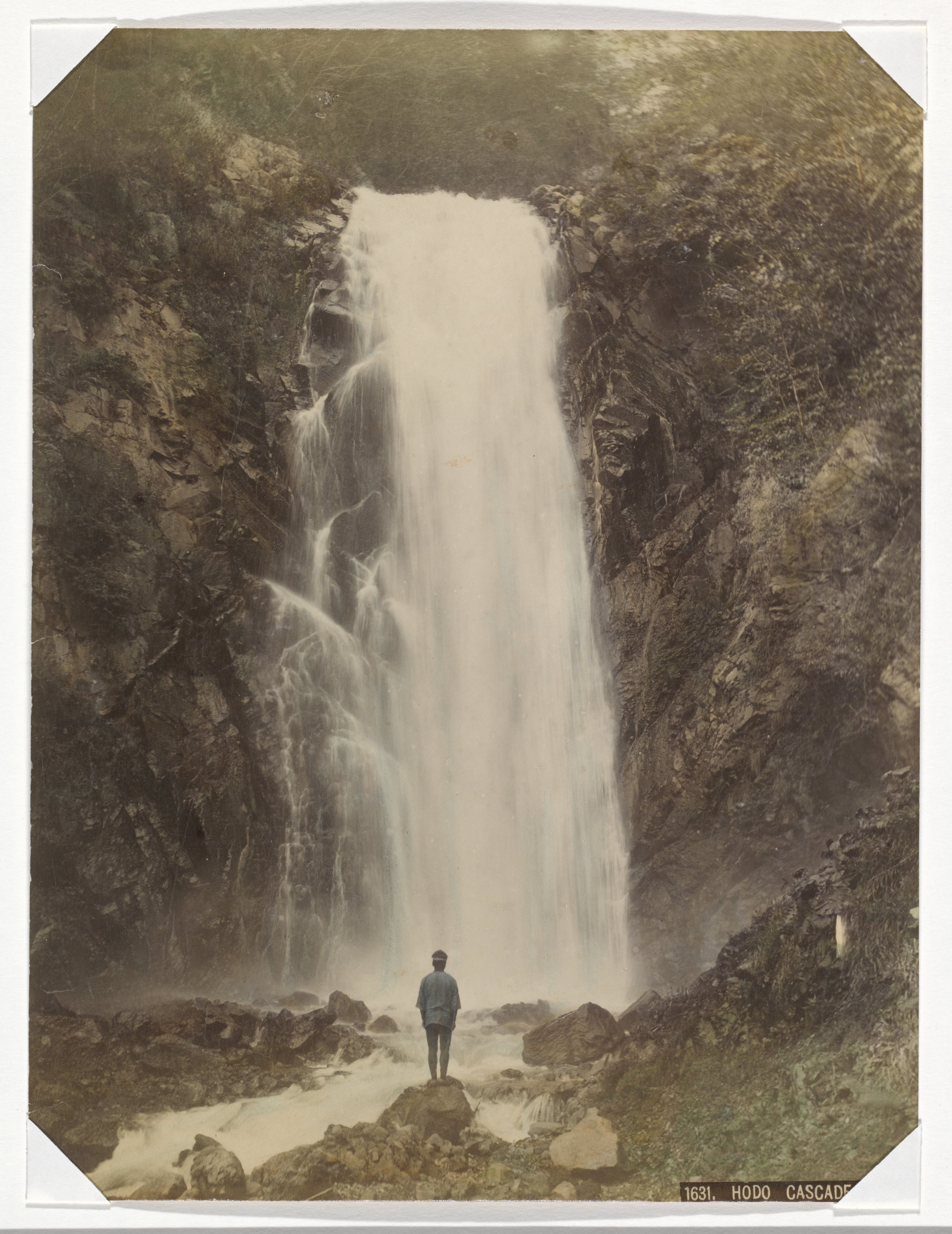
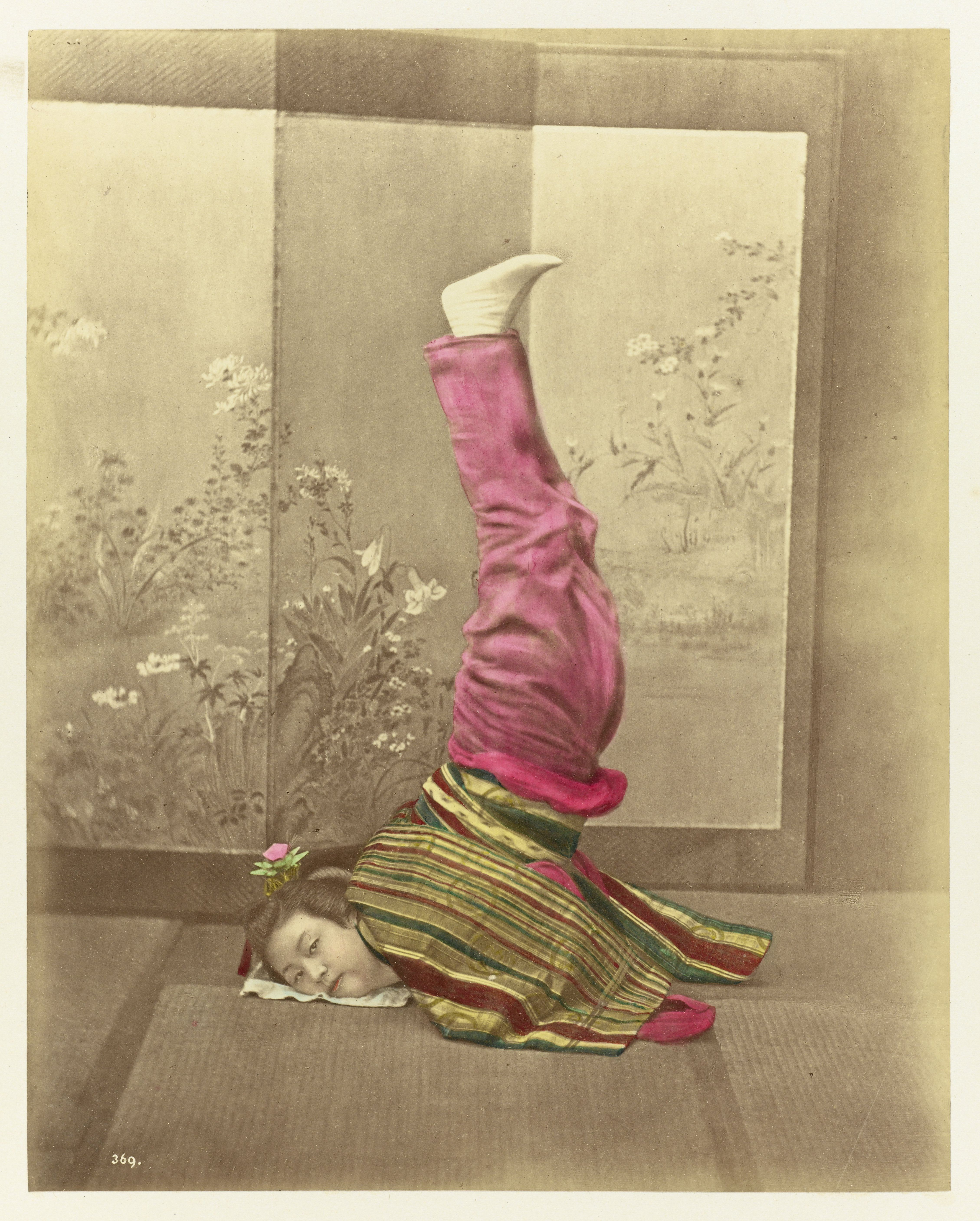
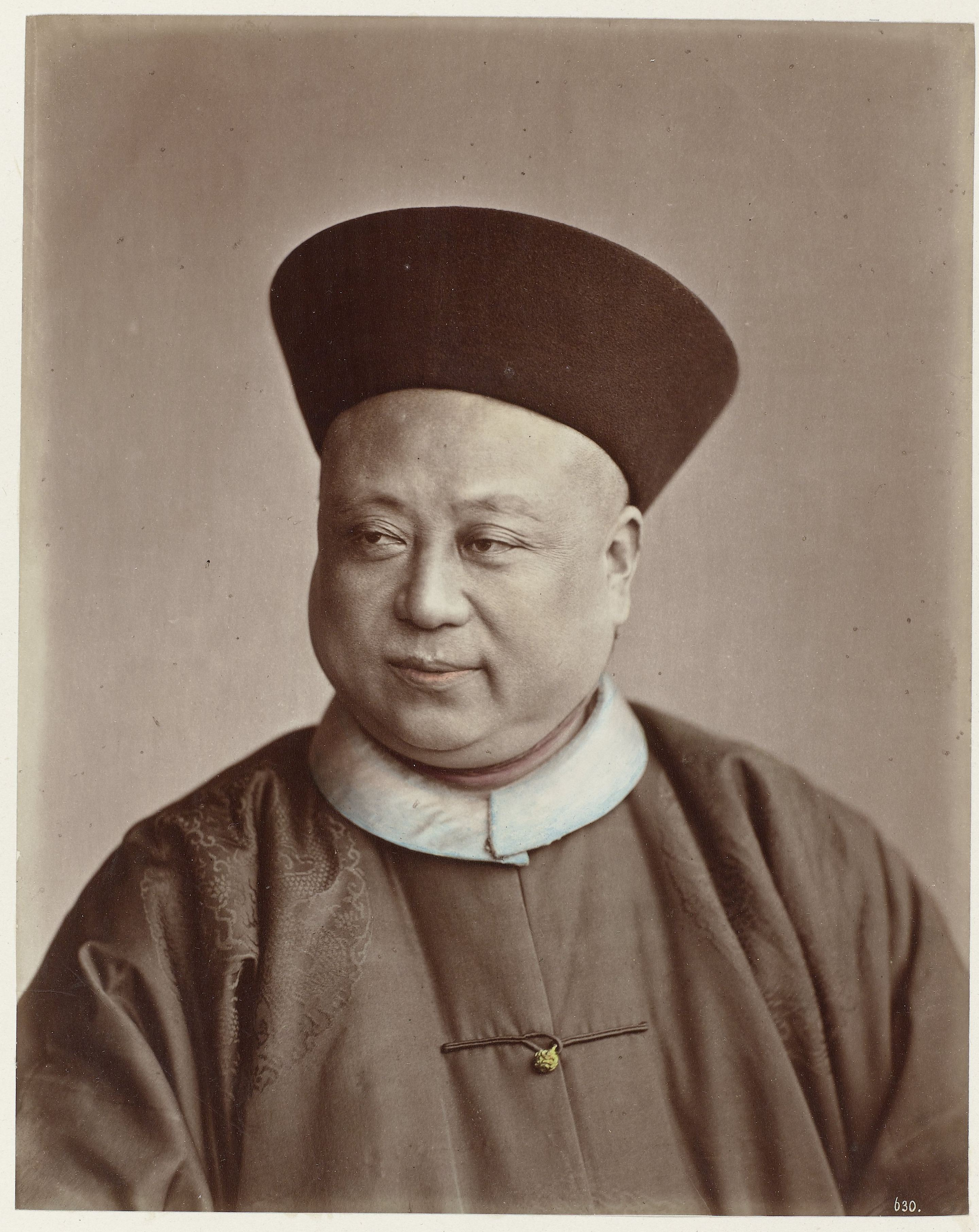
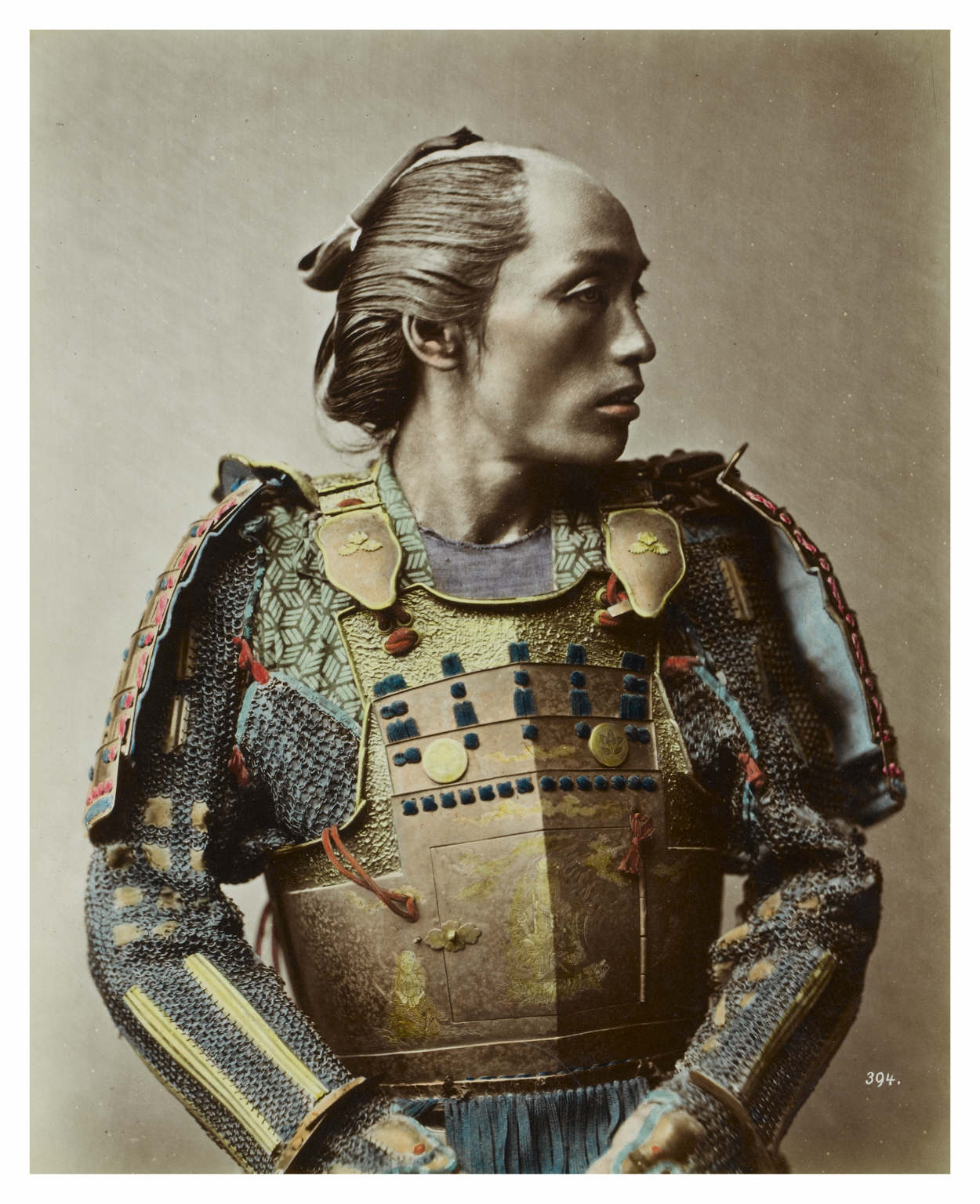
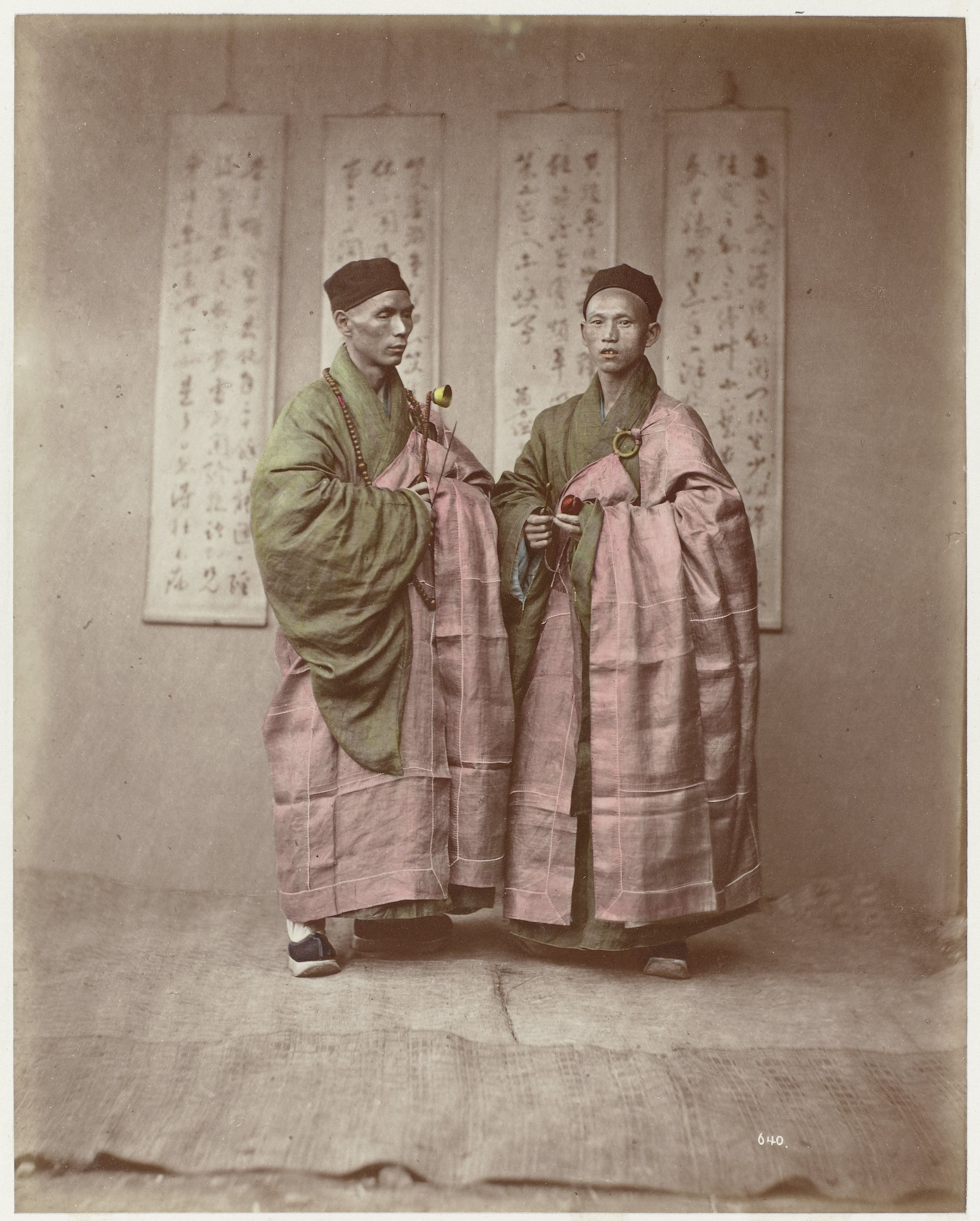
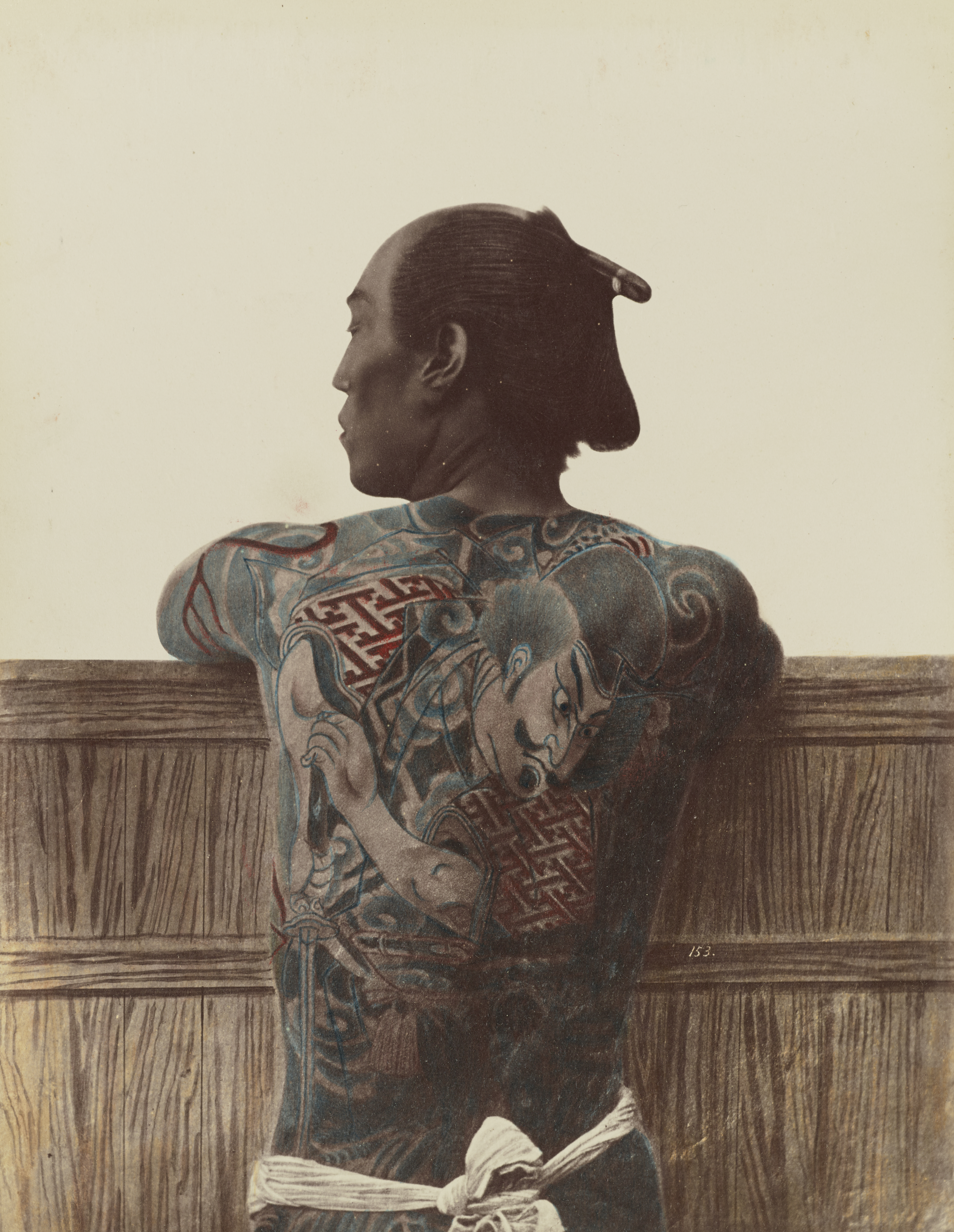